# Il re pallido
Il re pallido: un romanzo incompiuto (The Pale King) è un romanzo incompiuto di David Foster Wallace, pubblicato postumo negli Stati Uniti nell'aprile 2011 dalla Little, Brown and Company. In Italia il romanzo è stato pubblicato nel novembre del 2011 da Einaudi.

## Trama
Il romanzo, incompiuto, è frutto del lavoro di sistemazione dei materiali reperiti nell'archivio dello scrittore dal suo redattore Michael Pietsch; non presenta una trama compatta e lineare, bensì si compone d'una serie di capitoli quasi a sé stanti, narrati ognuno da una distinta voce narrante e caratterizzati da stili narrativi altrettanto distinti,  corredati - com'è tipico nell'opera di Wallace - dalla presenza di diverse e stratificate note a piè di pagina. L'opera, nella fattispecie, s'incentra sulla vita e le vicende di un gruppo di funzionari della IRS (l'agenzia tributaria statunitense) impiegati in un ufficio di Peoria (nell'Illinois), il cui filo conduttore è la necessità d'affrontare "l'intensa tediosità" del lavoro sostenuto dai personaggi. 
Tra le vicende e gli oggetti della polifonica narrazione si segnalano: l'arrivo di un nuovo assunto, che corrisponde in maniera romanzata alla figura dello stesso autore (del quale assume lo stesso nome), nella sede della Agenzia, il suo impatto con la routine della struttura, fittamente gerarchizzata e burocratizzata, ed il suo essere scambiato per un esperto ed anziano funzionario suo omonimo con una serie di effetti tragicomici a cascata (tra cui essere costretto a godere, forzosamente e a tradimento, dei frettolosi favori carnali di una assistente, profuga convinta di pagare un dovuto pegno a una figura autoritaria); la disumanizzante quotidianità del lavoro di verifica delle dichiarazioni dei redditi, nella quale l'autore prosegue nella sua opera d'analisi quasi chirurgica dei movimenti apparentemente meno eccitanti dell'Io; l'interiorità ed il retroterra, spesso di dolore o paradossale, di molti dei funzionari.
Tra questi David Cusk, personaggio terrorizzato dall'essere preda di attacchi di sudore incontrollato, che peraltro sono provocati dallo stesso terrore di esserne vittima; Leonard Stecyk, di cui si conosce sia il presente di brillante funzionario sia il passato di studente vessato da tutti i compagni più svegli di lui, riscattato infine da un'improvvisa manifestazione delle sue doti di comando quando si dimostrò l'unico a saper gestire l'emergenza di un grave incidente capitato all'insegnante durante la lezione di falegnameria; Toni Ware, autodidatta e perfida, impegnata a elaborare crudeli simulazioni a carico di innocenti (ad esempio, la commessa di un bar, colpevole solo di essere stata gentile con lei), quale frutto di un'infanzia traumatica, che comprende anche aver dovuto assistere all'uccisione della madre da parte di un uomo conosciuto poche ore prima dalla stessa, da cui si salvò dalla stessa sorte fingendosi morta (tanto da dover mantenere gli occhi aperti per un tempo inenarrabile e oltre la soglia del dolore).
Nei vari capitoli s'inseriscono spesso varie digressioni, per lo più sotto forma di flashback, a proposito delle esperienze pregresse dei diversi personaggi, tra i quali spicca il lungo episodio di un dialogo tra uno dei liquidatori più produttivi, Shane Drinion, da tutti considerato una persona talmente noiosa da ricevere il soprannome ironico di Mister X (da Excitement, cioè "eccitazione"), e Meredith Rand, da tutti considerata invece una donna bellissima e brillante, durante la quale il baricentro dei personaggi si sposta lentamente ma impercettibilmente, fino a far loro compiere una rivoluzione quasi completa: il lettore apprende che Drinion è in realtà, nella sua perfetta adesione alla noiosa quotidianità del mondo, una sorta di sconosciuta entità superiore (che addirittura comincia a levitare durante la discussione) e Rand una donna con un passato ed un presente di grande sofferenza nervosa, culminato anche in un ricovero in ospedale psichiatrico.
Abbondano altresì situazioni sospese tra il surreale e il dolente, quali il bambino che dedica tutta la sua vita a cercare di baciare ogni parte del suo corpo, a costo di sottoporsi a un costante e dolorosissimo programma di contorsioni ed esercizi sul proprio corpo, ed altre invenzioni tipicamente wallaciane, fondate su arguti paradossi logici, quali la descrizione dei test per la messa alla prova della genuinità degli atteggiamenti del personale.
Il testo, secondo una scansione narrativa tipica dell'autore, "non" si conclude, bensì presenta nelle ultime pagine la descrizione della seduta di un personaggio non ben specificato presso quella che sembrerebbe una terapista.
Il libro, inoltre, si segnala anche per la collocazione d'una lunga nota introduttiva dell'autore dopo diverse decine di pagine dall'inizio e nella esposizione dettagliata di una serie di informazioni sul copyright, che singolarmente entrano in cortocircuito con il resto della narrazione, dove si espone in dettaglio la battaglia di Wallace contro l'editore e la sua determinazione di ritenere il libro un'opera d'invenzione, laddove lo stesso Wallace lo ritenga "vero al 100%". 
Il tema centrale della storia ricalca quello contenuto nel discorso di fine anno tenuto presso il Kenyon College nel 2005 dallo stesso Wallace,, in cui egli incoraggiava gli studenti ad essere "consci e preparati a sufficienza nello scegliere ciò a cui prestare attenzione e come trarre significato dall'esperienza". Una possibile ascendenza/correlazione del tema del libro può essere ravvisata con Oltre il giardino, film di Hal Ashby, tra i cui temi risulta la paradossale superiorità dei "semplici".

## Edizioni
David Foster Wallace, Il re pallido: un romanzo incompiuto, traduzione di Giovanna Granato, Torino, Einaudi, 2011,  p. 714, ISBN 978-88-06-20335-1.

## Curiosità
Wallace iniziò a lavorare a questo romanzo nel 1996 e ha continuato fino alla morte nel settembre del 2008. Durante la stesura l'autore aveva assegnato all'opera diversi titoli provvisori, tra cui 'Gliterrer', 'SJF' and 'What is Peoria for?'. Secondo il blog Planned Obsolescence tenuto da Kathleen Fitzpatrick, collega di Wallace al Pomona College, Michael Pietsch (redattore della Little, Brown and Company) avrebbe dichiarato che "il manoscritto di The Pale King è in fase di revisione ed è di oltre 1000 pagine suddivise in 150 capitoli. La versione definitiva conterà più di 400 pagine e sarà esplicitamente sottotitolata 'romanzo incompiuto' ".